# Drebbel (månekrater)
Drebbel er et lille nedslagskrater på Månen. Det befinder sig i den sydvestlige del af Månens forside og er opkaldt efter den hollandske opfinder Cornelius Drebbel (1572 – 1634).
Navnet blev officielt tildelt af den Internationale Astronomiske Union (IAU) i 1935. 

## Omgivelser
Drebbelkrateret ligger nordøst for den store bjergomgivne slette Schickard. Længere mod nordøst ligger Lacus Excellentiae og det lille Clausius krater. 

## Karakteristika
Kraterranden er nogenlunde cirkulær, men med en udadgående bule langs siderne mod øst og sydøst. Langs samme bue findes en enkelt terrasse i den indre væg, hvor materiale er skredet ned. Siderne mod vest og nordvest har bunker af nedfaldet materiale liggende ved foden af kratervæggen. Resten af den indre væg er en simpel skråning ned mod kraterbunden. Randen er forholdsvis skarp og altså ikke særlig slidt. Bunden er jævn og dækker lige over halvdelen af kraterets diameter.

## Satellitkratere
De kratere, som kaldes satellitter, er små kratere beliggende i eller nær hovedkrateret. Deres dannelse er sædvanligvis sket uafhængigt af dette, men de får samme navn som hovedkrateret med tilføjelse af et stort bogstav. På kort over Månen er det en konvention at identificere dem ved at placere dette bogstav på den side af satellitkraterets midte, som ligger nærmest hovedkrateret. Drebbelkrateret har følgende satellitkratere:
| Drebbel | Længde  | Bredde  | Diameter |
| ------- | ------- | ------- | -------- |
| A       | 38,9° S | 51,0° V | 7 km     |
| B       | 37,8° S | 47,3° V | 18 km    |
| C       | 40,4° S | 42,9° V | 30 km    |
| D       | 37,9° S | 49,3° V | 10 km    |
| E       | 38,1° S | 51,3° V | 65 km    |
| F       | 42,7° S | 44,6° V | 15 km    |
| G       | 43,9° S | 45,2° V | 17 km    |
| H       | 41,7° S | 45,3° V | 10 km    |
| J       | 40,6° S | 52,3° V | 13 km    |
| K       | 40,0° S | 49,5° V | 37 km    |
| L       | 40,3° S | 50,8° V | 9 km     |
| M       | 41,2° S | 41,4° V | 8 km     |
| N       | 41,3° S | 52,4° V | 9 km     |
| P       | 39,7° S | 51,8° V | 4 km     |

## Måneatlas
- Billeder af Drebbelkrateret i LPI-måneatlasset